# Eliene Lima
Eliene José de Lima (Tiros, 9 de setembro de 1955), é um político brasileiro.
Iniciou a carreira política no PDT, elegendo-se vereador de Cuiabá, em 1992. Trocou de partido, filiando-se ao PSB, pelo qual foi suplente de deputado estadual no Mato Grosso em dois mandatos.
Elegeu-se deputado federal pelo PP de Mato Grosso em 2006. Reelegeu-se em 2010, mas deixou a Câmara para assumir a Secretaria de Ciência e Tecnologia do governo mato-grossense. 
Em 2011, filiou-se ao PSD.
Em 2013, o TRE-MT arquivou um inquérito em que Eliene de Lima era investigado por suposta falsificação de documentos na campanha eleitoral de 2006.

## Decisões, Votos e Posições Políticas
A seguir, lista de decisões e posicionamentos políticos, publicamente expostos:
- PEC_37
  - Votou a favor desta emenda constitucional, que foi derrotada por 430 votos a 9 (2 abstenções) na data de 25/06/2013. Esta votação foi antecipada, após a série de movimentos populares iniciados no dia 17/06/2013.